# Ямпіль (станція)
Я́мпіль (МФА: [ˈjɐmpʲiʎ] ( прослухати)) — проміжна залізнична станція Лиманської дирекції Донецької залізниці на лінії Лиман — Микитівка між станціями Сіверськ (13 км) та Лиман (11 км). Розташована у смт Ямпіль Краматорського району Донецької області.

## Пасажирське сполучення
На станції зупиняються приміські та пасажирські поїзди.

## Галерея

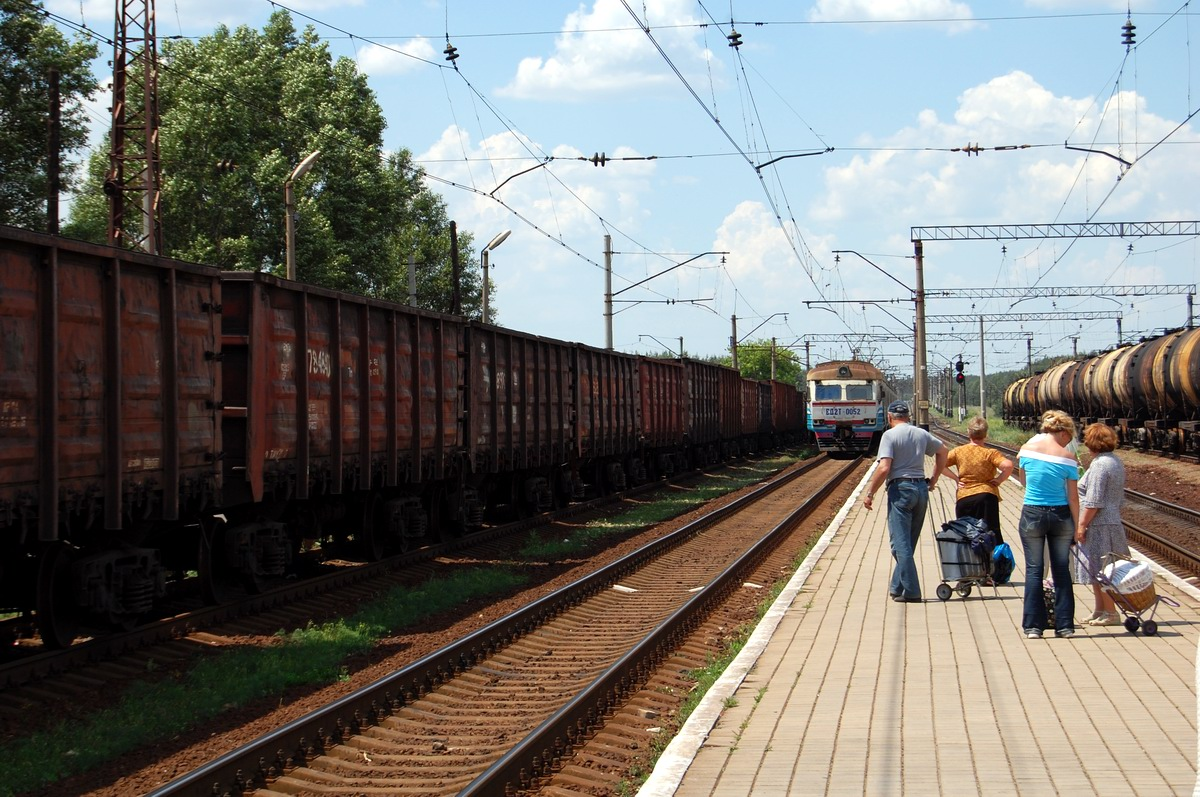
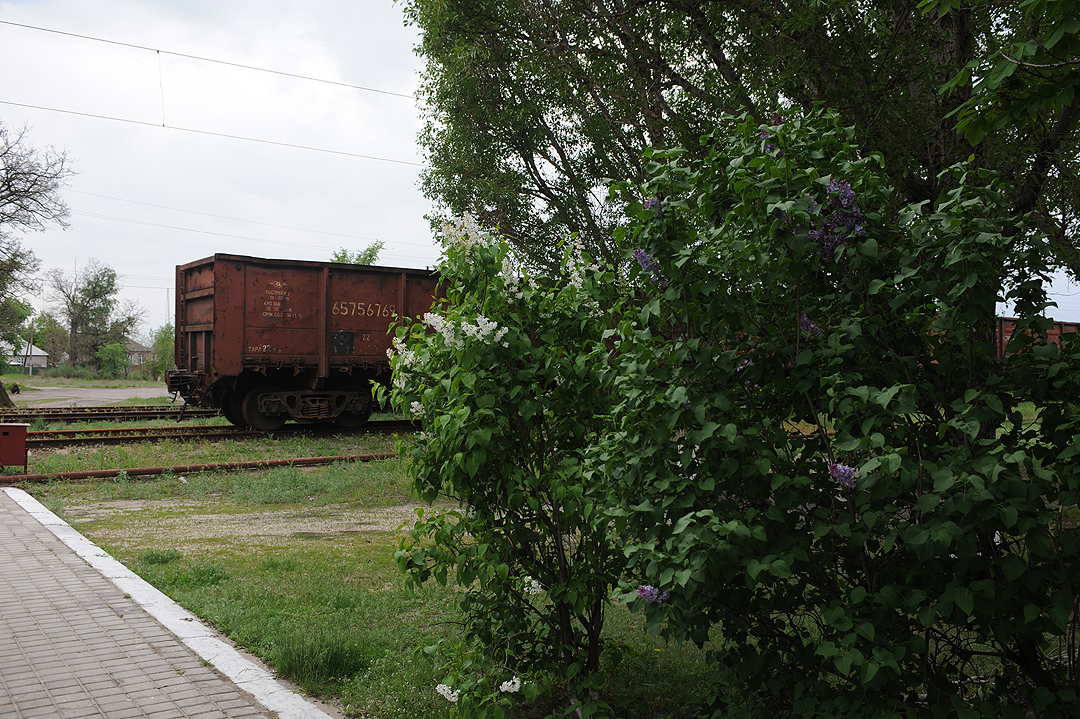